# Tarnóczy Gusztáv
Alsólelóczi és jeszeniczei Tarnóczy Gusztáv (Alsólelóc, 1835. május 7. – Budapest, 1907. május 12.) országgyűlési képviselő, gépgyáros.

## Élete
Tarnóczy Kázmér és kesselőkeői Majthényi Amália fia. Tanulmányait otthon és a pozsonyi Akadémián végezte. 1861-ben tiszteletbeli főjegyzője lett Nyitra vármegyének. Ezután beutazta Európát. 
1872-ben mint a Deák-párt jelöltjét megválasztották Szakolcán országgyűlési képviselőnek. Később átlépett a balközépre, majd pedig a fúzió alkalmával a Szabadelvű Párt tagja lett. Néhány évig kimaradt az országgyűlésből, földműveléssel és gazdasági gépiparral foglalkozott. 1887-ben a szenici választókerület újra a parlamentbe küldte, ahol pártonkívüli programmal foglalt helyet. Nem sokkal ezután végleg kimaradt az országgyűlésből. 
Tarnóczy már az 1850-es évektől fogva élénk közgazdasági tevékenységet fejtett ki. A Külső Váci-úton a régi sörgyár épületében szivattyúgyárat alapított és épített, amelyhez, amikor Kossuth Ferenc hazaérkezett, megkérte őt, hogy legyen a gyár elnöke. A vállalkozás nem sikerült és becsődölt. Ettől kezdve rohamosan hanyatlott szerencséje, de ő mégis lankadatlan buzgalommal dolgozott. Lapot vásárolt, de minden fáradsága meddő maradt. Balszerencséjéhez hozzájárult, hogy folytonosan pereskedett nővére özvegy gróf Batthyány Béláné több milliós hagyatékáért. Bizottsági tagja volt a Kisbirtokosok Földhitelintézetének.
Cikkei a Családi Körben (1864. 33-35. sz. Olaszországi levelek); első beszéde a Felirat alkalmával «Nyilt levél választóihoz» (a Pesti Naplóban); 1865-től több politikai lap munkatársa is volt. Országgyűlési beszédei a Naplóban vannak.

## Művei
- Magyarország kiegyezkedésének némely önkénytelen akadályai. Pest, 1867.
- Nyitrai választás. Budapest, 1895.